# Compressor (gas)
Een compressor is een apparaat dat een gas, vaak lucht, kan samenpersen en onder hogere druk beschikbaar stelt. Bij gasturbines en straalmotoren maakt de compressor zelfs integraal deel uit van de motor.

## Redenen om gas te comprimeren
Hoewel alle toepassingen van compressoren gemeen hebben dat het aangezogen gas wordt samengeperst en in druk verhoogd wordt, kan het uiteindelijke doel heel verschillend zijn. Bijvoorbeeld:
- Bij het oppompen van banden is de drukverhoging van belang.
- In het aardgasdistributienet worden compressoren gebruikt om de dichtheid van het aardgas te verhogen. Hierdoor kunnen kleinere leidingen gebruikt worden. Tevens kan de grootte van een opslag tank (reservoir) verminderd worden, wat uiteindelijk kostenbesparend is.
- In de koeltechniek draait het om de verhoging van de druk die tijdens de compressie optreedt. Dit maakt het mogelijk om warmte die het gas heeft opgenomen bij een lage temperatuur weer af te geven bij een hoge temperatuur.
- Perslucht wordt vaak gebruikt als energiedrager om pneumatische gereedschappen aan te drijven. Het gaat dus om de hogere energie-inhoud (of preciezer, exergie) van de lucht.
- Bij vacuümpompen is het doel een lage druk aan de aanzuigzijde te creëren.

## Compressoren, ventilatoren en pompen
Compressoren verhogen de druk in gassen terwijl pompen dit doen in vloeistoffen. Het grote belang van dit onderscheid zit in de samendrukbaarheid van gassen. Drukverhoging van vloeistoffen heeft nauwelijks invloed op de dichtheid of de temperatuur van de vloeistof terwijl bij gassen de dichtheid en temperatuur sterk toenemen.
Het verschil tussen compressoren en ventilatoren is dat ventilatoren tot doel hebben gas te doen stromen. Hierbij treedt in het algemeen slechts een zeer kleine drukverhoging op, die echter niet het doel op zich is.
In de naamgeving van de verschillende compressortypen wordt dit onderscheid vaak niet gemaakt. Vacuümpompen en fietspompen veranderen de druk van een gas en zijn dus geen pompen, maar compressoren. De Rootscompressor, rootsblower of lobbenpomp is een twijfelgeval. Er vindt geen inwendige drukverhoging plaats die een classificatie als ventilator suggereert. Aan de andere kant kunnen er aanzienlijke drukken mee opgebouwd worden door voldoende gas in een afgesloten volume te doen stromen.

## Procescompressor
In de industrie en aardgaswinning worden procescompressoren gebruikt die vaak enkele megawatts aan elektrisch vermogen opnemen, of die door een gasturbine worden aangedreven. Bij de productie van ldPE wordt de grondstof etheen in meerdere compressietrappen op een druk van maximaal 2850 bar gebracht, afhankelijk van de gewenste soort PE. Bij aardgaswinning kunnen compressoren miljoenen m³ per dag samenpersen tot 80 bar. Toepassingen zijn te vinden in de chemie en productie van edelgassen.

## Soorten compressoren
Net als pompen kunnen compressoren in twee hoofdgroepen opgedeeld worden: mechanische compressoren zoals een zuiger- of schroefcompressor en dynamische compressoren (ook wel turbocompressor genoemd) zoals een centrifugaal- of axiaalcompressor.
- Mechanische compressoren
  - Zuigercompressor
  - Scroll-compressor
  - Diafragmacompressor
  - Schroefcompressor
  - Schottencompressor
  - Rootscompressor
  - Lineaire compressor
- Stromingscompressoren
  - Axiale compressor
  - Centrifugaalcompressor

## Compressoren op verbrandingsmotoren

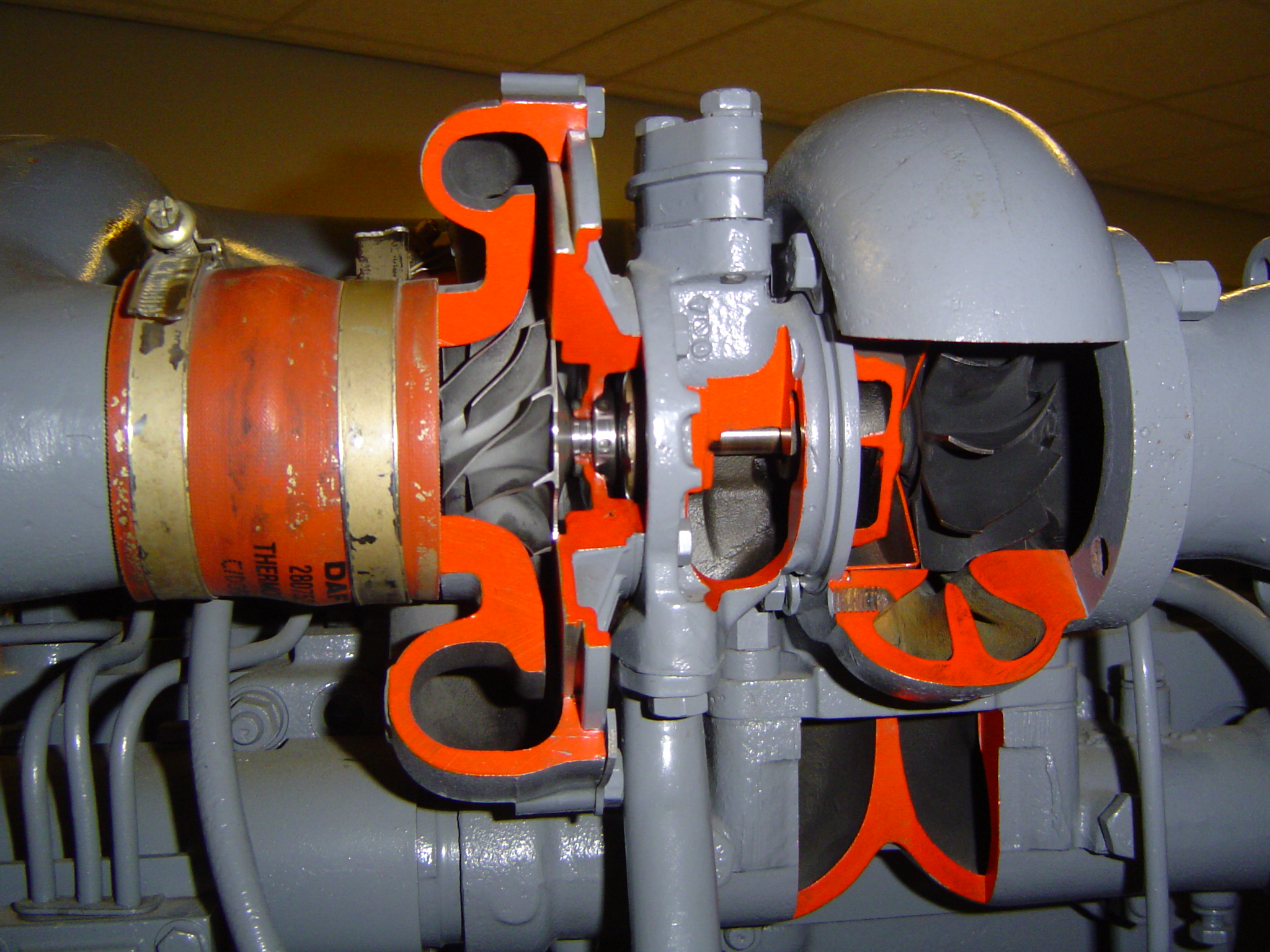
Opengewerkte turbocompressor van een vrachtauto. Het zwartgeblakerde rechter schoepenwiel is het turbinewiel, dat door uitlaatgassen wordt aangedreven. Het linkerwiel, het compressorwiel, pompt de inlaatlucht naar het inlaatspruitstuk

Bij verbrandingsmotoren worden compressoren gebruikt om de hoeveelheid lucht in de cilinders te vergroten. Omdat er meer lucht in de cilinder zit, kan er meer brandstof worden ingespoten en verbrand. Daarmee neemt het vermogen toe. Deze compressoren worden aangedreven door de krukas (supercharger) of door een kleine turbine die de energie in de uitlaatgassen gebruikt (turbolader).

### Turbocompressor
Turbo is een uit het Engels overgenomen samentrekking van turbine en booster (aanjaagcompressor). Het uitlaatgas drijft de turbine aan en omdat die op dezelfde as zit als de compressor wordt ook de compressor aangedreven. Deze compressor perst lucht onder druk in het inlaatkanaal van een motor.
De lucht komt via het luchtfilter en wat de compressor niet aanzuigt kan ook niet gecomprimeerd worden. Hoe meer weerstand er aan de inlaatzijde zit, hoe later de afgeregelde druk bereikt wordt.
Bij een dieselmotor wordt geen brandstof met de inlaatlucht gemengd, maar wordt de brandstof in de al gecomprimeerde lucht in de verbrandingskamer gespoten.
Bij een diesel wordt het motorgedrag, wat de bestuurder met het gaspedaal regelt, bepaald door de hoeveelheid ingespoten brandstof. Het gaspedaal stuurt de brandstofpomp en er zit geen ´gasklep´ in het inlaatkanaal. De dieselmotor kan altijd onbeperkt lucht aanzuigen.
Een voordeel hiervan is dat tijdens de overlap, waarbij zowel de in- als de uitlaatklep open staan, de verbrandingsgassen door een overschot aan lucht naar buiten gespoeld worden én dat de motor feitelijk intern luchtgekoeld wordt.
De verbrandingsgassen bij vollast zijn heter dan bij deellast en hebben dus een hogere enthalpie = meer aandrijvingskracht.
De verbrandingseinddruk bepaalt het drukverschil over de turbo, en daarmee het toerental van de turbo.
De turbo wordt zo gekozen dat deze bij lagere toerentallen al begint te werken en er is een overdrukklep ingebouwd om te voorkomen dat de turbo bij hoge toerentallen te veel druk opbouwt.
Die klep heet ´waste-gate´, en werd in 1976 geïntroduceerd door SAAB.
De klep wordt bediend door de druk in het inlaatkanaal en leidt als de ingestelde druk bereikt is uitlaatgas om, opdat de turbine niet onnodig meer aangedreven wordt dan voor de ingestelde inlaatdruk nodig is. Bij variabele turbine geometrie vervalt de noodzaak hiervoor.
De uitlaatgasturbo bestaat uit twee stromingsmachines: een turbinewiel en een compressorwiel, die op een gemeenschappelijke as zijn gemonteerd. De turbine benut de in de uitlaatgassen aanwezige energie voor de aandrijving van de compressor die verse lucht aanzuigt en gecomprimeerde lucht in de cilinder (verbrandingskamer) perst. De turbo is stromingstechnisch met de motor verbonden. Zijn toerental hangt niet af van het motortoerental maar van het debiet uitlaatgassen. Een turbo werkt niet goed bij lage toerentallen. Dit wordt het "turbogat" genoemd. De turbo heeft enige tijd nodig om op toeren te komen, dit is duidelijk merkbaar bij het optrekken. Eenmaal over het keerpunt heen zal een auto met turbo veel sneller accelereren dan een auto met supercharger. Daarom worden in moderne auto's wel twee turbo's in serie geplaatst (Registerdrukvulling). Eén voor de lage toerentallen en een voor de hoge toerentallen.
De komende jaren zal het gebruik van turbocompressors gaan toenemen, zeker bij dieselmotoren in de auto-industrie. De grootste turbocompressorproducenten zijn: Garrett, KKK, Schwitzer, Holset, Mitsubishi en IHI.

### Supercharger
Een supercharger is vergelijkbaar maar werkt beter bij lagere toerentallen omdat deze via aandrijfriemen wordt aangedreven door de krukas en dus door de motor zelf. De turbocompressor wordt als economischer beschouwd en wordt daarom ook veel vaker gebruikt dan de supercharger.

## Luchtcompressor
Een luchtcompressor zuigt omgevingslucht aan om deze vervolgens te comprimeren. Deze gecomprimeerde lucht wordt perslucht genoemd. Het geheel bestaat, naast een compressor, vaak uit een buffervat om een groot verbruik in korte tijd te kunnen opvangen bij een relatief constant blijvende druk, en apparatuur om de kwaliteit van de perslucht te beïnvloeden zoals persluchtdrogers en persluchtfilters. Luchtcompressoren bestaan in vele varianten. Luchtcompressors worden onder andere gebruikt voor drilboren en ander pneumatisch gereedschap. Dit gereedschap wordt er met een luchtslang op aangesloten.

## Energieverbruik van de compressor
Een compressor met een constant vermogen van {\displaystyle W} kW verbruikt per draaiuur {\displaystyle W} kWh aan elektriciteit. Het vermogen zal echter niet constant zijn in de tijd. Over een periode {\displaystyle T} is dan de benodigde hoeveelheid elektriciteit:
{\displaystyle \int _{T}W_{t}\mathrm {d} t\ {\text{(kWh)}}}
Afhankelijk van het rendement van de compressor en de service factor, kan hier een schommeling van ca. 20 % op zitten. Lees de volgende alinea over rendement, service factor en verbruik bij vollast/ nullast om de formule aan te passen.

## Rendement van de compressor, service-factor en verbruik bij nullast
De eenvoudige formule hierboven geeft een goed beeld van het energieverbruik van de compressor. Om het resultaat te verfijnen, moeten we rekening houden met
- de service-factor van de compressor,
- het rendement van de compressor
- het verbruik bij nullast

Het rendement van de compressor hangt af van de energie-efficiëntie van de motor. De energie-efficiëntie van een 75 kW compressor met IE3 motor is +/- 95%. Bij oudere of kleinere compressoren is de energie-efficiëntie lager (85 a 90%).
Sommige compressorfabrikanten produceren compressoren met een service factor van bijvoorbeeld 1,1 of zelfs 1,2. Dit betekent dat de compressor hoger in vermogen gaat dan het aangeduide vermogen. Een 15 kW compressor met een service factor van 1,15 levert en verbruikt eigenlijk 17,25 kW.
Voor compressoren met vaste draaisnelheid is ook het verbruik bij nullast belangrijk. Dit is het verbruik van de compressor wanneer hij wel draait maar geen perslucht produceert. Voor een schroefcompressor is het verbruik bij nullast typisch 35% à 50% van het verbruik bij vollast.
Om het verbruik van frequentiegestuurde compressoren te meten is een verbruiksmeting de enige echt betrouwbare methode. Bij een juiste dimensionering zal de energiekost van een frequentiegestuurde compressor 30 a 40% lager liggen dan van een compressor met vaste draaisnelheid.

## Berekening van de energiekost voor compressoren met vaste draaisnelheid
De formule bestaat uit 2 delen. Het eerste deel berekent de energiekost als de compressor in vollast draait, het tweede deel als hij in nullast draait.

### Deel 1 van de formule
Dit deel berekent het verbruik bij vollast.
(Vermogen van de compressor (in kWh))/Motorefficiëntie x Service factor van de compressor x Aantal draaiuren in vollast per jaar x De kost van de elektriciteit (in euro per kWh)

### Deel 2 van de formule
Dit deel berekent het verbruik bij nullast.
(Vermogen van de compressor (in kWh))/Motorefficiëntie x Service factor van de compressor x Aantal draaiuren in nullast per jaar x Verbruik in nullast (in % tegenover het verbruik bij vollast) x De kost van de elektriciteit (in euro per kWh)
De jaarlijkse energiekost van de compressor is de som van deze 2 delen.